# Scissorman
Scissorman est le pseudonyme de personnages antagonistes apparaissant dans la série Clock Tower. Chaque Scissorman est un tueur en série passant son temps à se cacher et à apparaitre à n'importe quel moment pour prendre en chasse les différentes héroïnes de la série.
Le Scissorman le plus emblématique de la série est Bobby Barrows, apparaissant dans le tout premier épisode du jeu. Son arme de prédilection est une gigantesque paire de ciseaux.

## Apparitions
Le Scissorman apparaît dès le premier Clock Tower, sous les traits de Bobby Barrows, un jeune garçon de 9 ans au visage déformé. Il poursuit Jennifer Simpson durant tout le jeu à l'intérieur du manoir afin de se débarrasser d'elle. Il semble prendre un malin plaisir à jouer avec ses victimes avant de les tuer et peut effectuer une petite danse s'il met K.O. Jennifer. Bobby Barrows semble être un démon puisqu'il est admis que sa mère Mary Barrows faisait partie d'un culte et que les yeux de l'enfant sont blancs. Bobby est cependant jeté du haut de la grande horloge par Jennifer et est présumé mort à la fin du jeu.
Scissorman est de retour dans Clock Tower 2 mais porte cette fois un manteau bleu, un masque et boite de manière excessive. Le personnage semble immortel, forçant donc le personnage principal à se cacher en permanence pour l'éviter. Bien que le Scissorman puisse être plusieurs personnages selon les choix faits par le joueur, le véritable Scissorman est Edward, seul rescapé du premier opus. Edward étant en réalité Dan Barrows, le frère jumeau de Bobby Barrows, mort dans le premier opus. Edward finit cependant enfermé derrière une porte très lourde qu'il ne pourra plus ouvrir.
Dans Clock Tower 3, le Scissorman n'a aucun rapport avec les personnages issus des autres épisodes. Il s'agit cependant de jumeaux, Scissorman et Scissorwoman ressemblant à des personnages de cirque. Ils disposent tous deux de couteaux qui lorsqu'ils sont mis ensemble se transforment en gigantesque paire de ciseaux. Leurs véritables noms sont Ralph et Jemima et tous deux étaient au service de Lord Burroughs. Après la mort de ce dernier, ils furent tués par les locaux mais ressuscités pour ne faire qu'un.

## Réception critique
En 2008, GamesRadar+ le place en 4e position des méchants les plus effrayants de l'histoire des jeux vidéo. Il atteint également le top 10 des méchants chez Joystick Division en 2010.